# Вамбреши
Вамбреши́ (фр. Wambrechies) — коммуна во Франции, регион О-де-Франс, департамент Нор, округ Лилль, кантон Лилль-1. Пригород Лилля, расположен в 7 км к северу от центра города. Через весь город с севера на юг проходит судоходный канал Дёль.
Население (2017) — 10 948 человек.

## Достопримечательности
- Здание мэрии 1868 года с колокольней в неофламандском стиле
- Шато Роберсар XIII-XVIII веков
- Шато Кликенуа XVII века
- Неоготическая церковь Святого Ведаста 1932 года
- Музей кукол и старинных игрушек, расположен в шато Роберсар
- Ликеро-водочный завод XVIII-XIX веков, производит, в том числе, фирменный женевер Вамбреши
- Форт Вер-Галан 1879 года

## Экономика
Структура занятости населения:
- сельское хозяйство — 0,6 %
- промышленность — 10,6 %
- строительство — 9.3 %
- торговля, транспорт и сфера услуг — 61,0 %
- государственные и муниципальные службы — 18,4 %

Уровень безработицы (2017) — 9,7 % (Франция в целом — 13,4 %, департамент Нор — 17,6 %). 

Среднегодовой доход на 1 человека, евро (2017) — 24 180 (Франция в целом — 21 110, департамент Нор — 19 490).

## Демография
Динамика численности населения, чел.

## Администрация
Пост мэра Вамбреши с 2020 года занимает Себастьян Броньяр (Sébastien Brogniart). На муниципальных выборах 2020 года возглавляемый им правый список победил во 2-м туре, получив 61,21 % голосов.
| Период | Период | Фамилия           | Партия        | Примечания                                                  |
| ------ | ------ | ----------------- | ------------- | ----------------------------------------------------------- |
| 1968   | 1971   | Амеде Ликтву      |               |                                                             |
| 1971   | 1989   | Жерар Леруа       |               |                                                             |
| 1989   | 1994   | Альфонс Бредов    |               |                                                             |
| 1994   | 2020   | Даниэль Жассан    | Разные правые | инженер общественных работ, вице-президент метрополии Лилль |
| 2020   |        | Себастьян Броньяр |               |                                                             |

## Города-побратимы
- Кемпен

## Галерея
- Шато Роберсар
- Церковь Святого Ведаста
- Пристань у шато
- Ликеро-водочный завод
- Женевер Вамбреши
- Музей кукол

1. 1 2  база данных о французских коммунах — Национальный географический институт Франции, 2015.